# 697 هـ
697 هـ هي سنة في التقويم الهجري امتدت مقابلةً في التقويم الميلادي بين سنتي 1297 و1298.

## مواليد
- ناظر الجيش

## وفيات
- ابن واصل
- ظهير الدين الكازروني، كاتب، ومؤرخ عراقي.